# 迪尔费尔大街站
迪爾費爾大街站（德語：U-Bahnhof Dülferstraße）是一座慕尼黑地铁2号线位于哈森勃格的一座车站，附近有一片生活区。